# 쥘 레제르
쥘 레제르(프랑스어: Jules Léger, CC, 1913년 4월 4일~1980년 11월 22일)는 캐나다의 제21대 총독이었다.

## 서훈
- 1973년 캐나다 훈장 컴패니언(CC)

| 전임 롤랜드 미치너 | 제21대 캐나다의 총독 1974년 1월 14일 ~ 1979년 1월 22일 | 후임 에드워드 슈라이어 |